# Tuổi trẻ

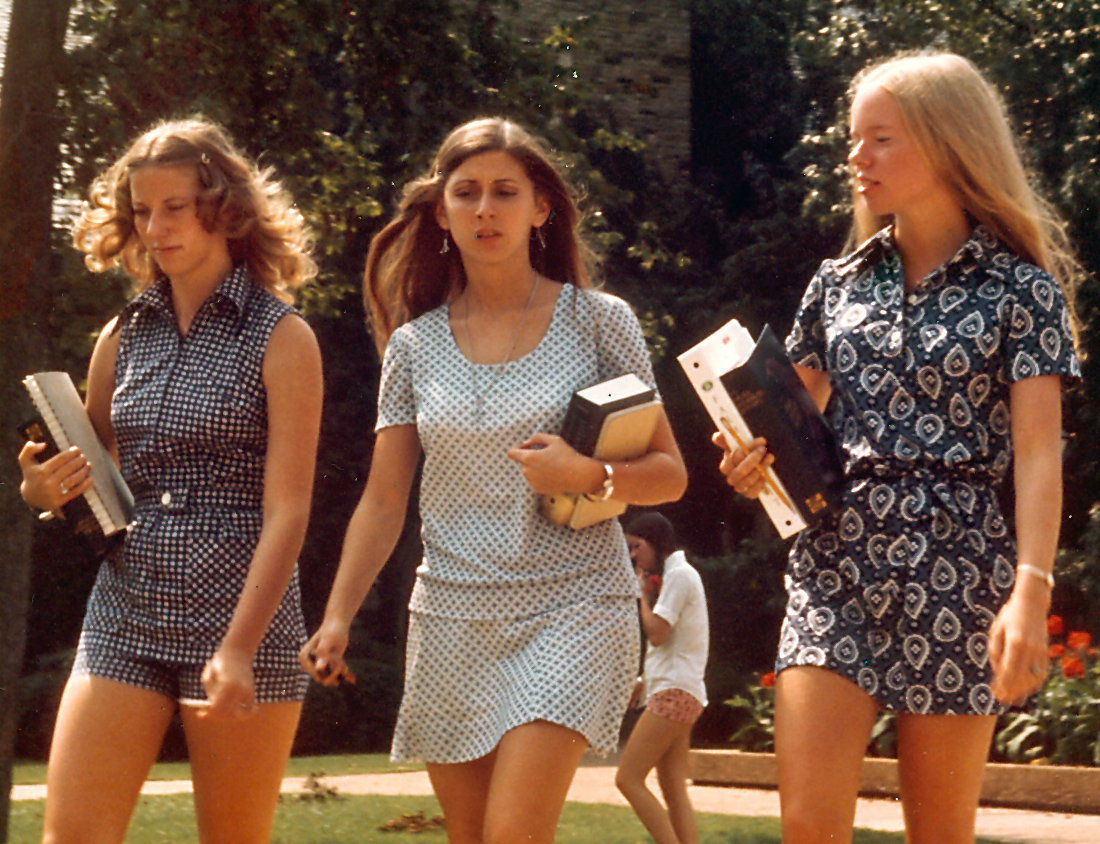
Một nhóm các cô gái học đại học ở Hoa Kỳ, năm 1973. Thuật ngữ thanh thiếu niên thường được coi là đồng nghĩa với tuổi trẻ.

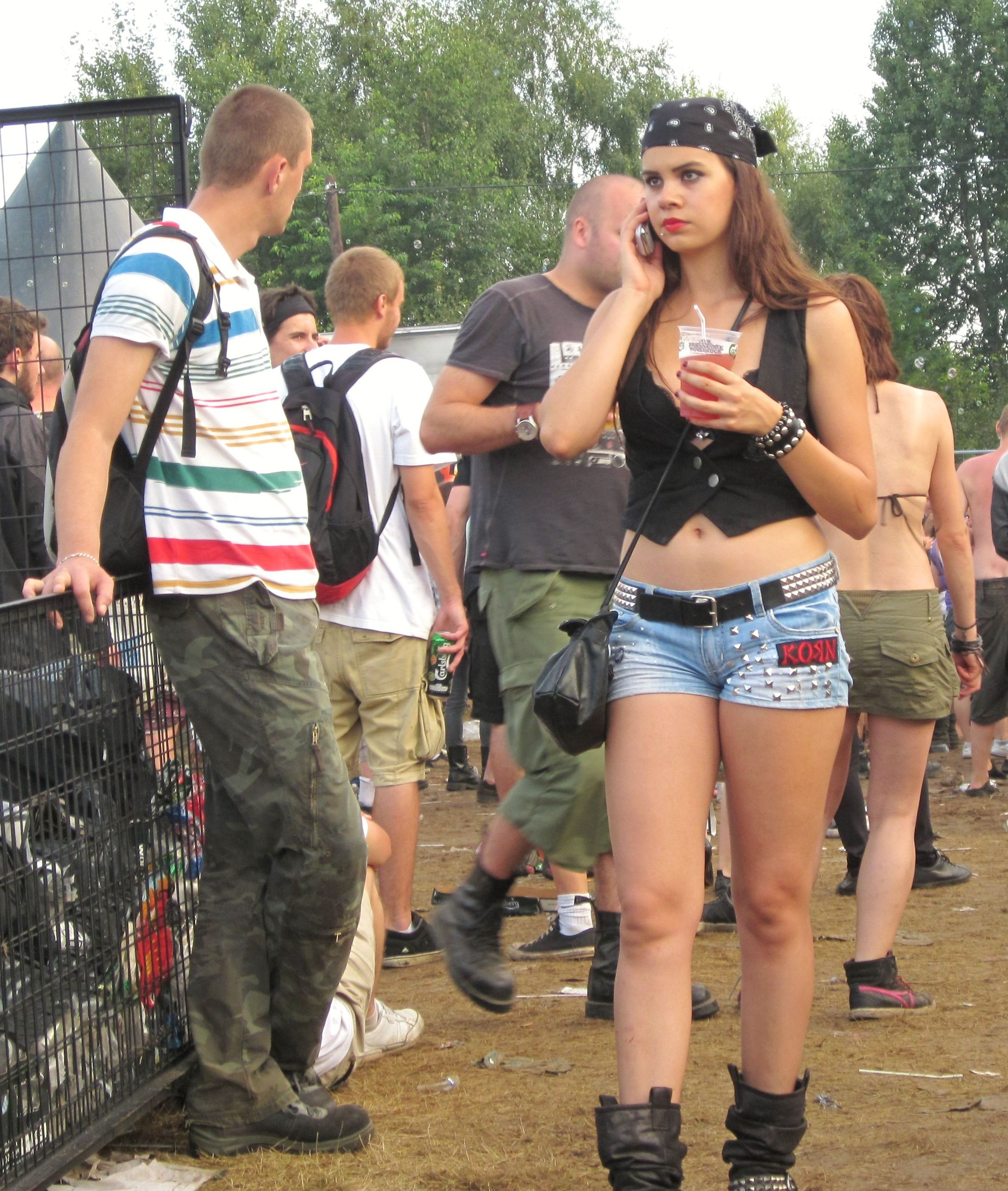
Các thanh niên trẻ mặc trang phục giản dị tham dự lễ hội nhạc rock Woodstock, Ba Lan, 2011

Tuổi trẻ là một khoảng thời gian trong cuộc sống nằm giữa thời thơ ấu và thời trưởng thành. Nó gắn liền với vẻ ngoài, sự trẻ trung, sức sống, tinh thần, v.v., đặc trưng của một người trẻ. Không có độ tuổi cụ thể nào xác định thời gian của tuổi trẻ, cũng không có các hoạt động cụ thể nào đánh dấu sự kết thúc của tuổi trẻ.
Tuổi trẻ là thời gian định hình sự độc lập của một cá nhân. Sự định hình này phụ thuộc vào bối cảnh văn hóa và một môi trường nhất định. Sự độc lập của một người trẻ là mức độ phụ thuộc của họ dựa vào gia đình về mặt tài chính và cảm xúc, mức độ trưởng thành.

## Thuật ngữ và định nghĩa

### Tiếng Anh
Trên khắp thế giới, các thuật ngữ tiếng Anh youth, adolescent, teenager, kid, và young person,... được thay thế cho nhau, và thường có nghĩa giống nhau, nhưng đôi khi được phân biệt. Youth có thể là thời gian cuộc sống khi một người còn trẻ. Thời gian này bao gồm thời thơ ấu và khoảng thời gian nằm giữa thơ ấu với tuổi trưởng thành. Đối với một số mục đích sử dụng, chẳng hạn như thống kê việc làm, youth đôi khi cũng đề cập đến các cá nhân trong độ tuổi từ 14 đến 21. Adolescence thì lại dùng để chỉ một độ tuổi cụ thể trong một giai đoạn phát triển cụ thể trong cuộc sống của một người, không giống như youth là một phạm trù xã hội.
Liên Hợp Quốc định nghĩa tuổi trẻ (thanh niên) là những người trong độ tuổi từ 15 đến 24 với tất cả các số liệu thống kê của Liên Hợp Quốc dựa trên phạm vi này, Liên Hợp Quốc tuyên bố giáo dục là nguồn để thống kê. Liên Hợp Quốc cũng công nhận rằng điều này thay đổi mà không ảnh hưởng đến các nhóm tuổi khác được liệt kê bởi các quốc gia thành viên là 18-30 tuổi. Một sự khác biệt hữu ích trong chính Liên Hợp Quốc có thể được tạo ra giữa thanh thiếu niên (tức là những người trong độ tuổi từ 13 đến 19) và thanh niên (những người trong độ tuổi từ 18 đến 32). Trong khi tìm cách áp đặt một số thống nhất đối với các phương pháp thống kê, chính Liên Hợp Quốc nhận thức được mâu thuẫn giữa các phương pháp trong các đạo luật riêng của mình. Do đó theo định nghĩa độ tuổi 15-24 (được giới thiệu năm 1981), trẻ em được định nghĩa là những trẻ dưới 14 tuổi trong khi theo Công ước về Quyền trẻ em năm 1979, những trẻ dưới 18 tuổi được coi là trẻ em. Liên Hợp Quốc cũng tuyên bố rằng họ nhận thức được rằng một số định nghĩa tồn tại cho thanh thiếu niên trong các thực thể của Liên Hợp Quốc như Môi trường sống của Thanh niên đưa ra độ tuổi 15-32 và Hiến chương Thanh niên Châu Phi đưa ra độ tuổi 15-35.
Mặc dù liên kết với các quá trình sinh học của sự phát triển và lão hóa, tuổi trẻ cũng được định nghĩa là một vị trí xã hội phản ánh ý nghĩa của các nền văn hóa và xã hội khác nhau dành cho các cá nhân giữa thời thơ ấu và tuổi trưởng thành. Bản thân thuật ngữ này khi được đề cập theo cách thức vị trí xã hội, có thể mơ hồ khi áp dụng cho một người ở độ tuổi lớn hơn với vị trí xã hội rất thấp; có khả năng khi vẫn phụ thuộc vào người giám hộ của họ. Các học giả cho rằng các định nghĩa dựa trên tuổi tác không nhất quán giữa các nền văn hóa hoặc thời đại và do đó chính xác hơn là tập trung vào các quá trình xã hội trong quá trình chuyển sang độc lập trưởng thành để xác định tuổi trẻ.
Tuổi trẻ là giai đoạn xây dựng khái niệm về bản thân. Khái niệm bản thân của tuổi trẻ bị ảnh hưởng bởi các biến số như đồng nghiệp, lối sống, giới tính và văn hóa. Đó là thời gian của cuộc sống của một người khi sự lựa chọn của họ có nhiều khả năng ảnh hưởng đến tương lai của họ.

### Các định nghĩa khác
Ở phần lớn châu Phi cận Sahara, thuật ngữ "tuổi trẻ" có liên quan đến những người đàn ông trẻ từ 15 đến 30 hoặc 35 tuổi. Thanh niên ở Nigeria bao gồm tất cả các thành viên của Cộng hòa Liên bang Nigeria ở độ tuổi 18-35. Nhiều cô gái châu Phi trải nghiệm tuổi trẻ như một sự xen kẽ ngắn ngủi giữa lúc bắt đầu dậy thì và kết hôn và làm mẹ. Nhưng ở các khu vực thành thị, phụ nữ nghèo thường được coi là có tuổi trẻ lâu hơn nhiều, ngay cả khi họ sinh con ngoài hôn nhân. Thay đổi về mặt văn hóa, các công trình giới tính của thanh niên ở Châu Mỹ Latinh và Đông Nam Á khác với ở châu Phi cận Sahara. Ở Việt Nam, quan niệm phổ biến về giới trẻ của những công trình xã hội chính trị cho cả hai giới trong độ tuổi từ 15 đến 35.
Tại Brazil, thuật ngữ giới trẻ chỉ những người thuộc cả hai giới tính từ 15 đến 29 tuổi. Khung tuổi này phản ánh ảnh hưởng đối với luật pháp Brazil của các tổ chức quốc tế như Tổ chức Y tế Thế giới (WHO). Nó cũng được định hình bởi khái niệm thanh thiếu niên đã bước vào cuộc sống hàng ngày ở Brazil thông qua một bài diễn văn về quyền trẻ em.
Tổ chức liên chính phủ Tổ chức Hợp tác và Phát triển Kinh tế định nghĩa tuổi trẻ là "những người từ 15 đến 29 tuổi".
Ngày 12 tháng 8 được Liên Hợp Quốc tuyên bố là Ngày Quốc tế Giới trẻ.

### Quy định theo quốc gia
Tại Việt Nam, theo Luật Thanh niên 2005, thanh niên được quy định là công dân Việt Nam từ đủ 16 tuổi đến 30  tuổi.
Tại Đức, quy định thanh niên (junge Volljährige) là "người 18 nhưng chưa 27 tuổi", thiếu niên (Jugendliche) là "người 14 nhưng chưa đủ 18 tuổi".

## Quyền của giới trẻ
Quyền trẻ em bao gồm tất cả các quyền thuộc về trẻ em. Khi lớn lên, họ được cấp các quyền mới (như bỏ phiếu, đồng ý, lái xe, v.v.) và các nghĩa vụ (trách nhiệm hình sự, v.v.). Có những giới hạn tối thiểu khác nhau về độ tuổi mà thanh thiếu niên không được tự do, độc lập hoặc có thẩm quyền về mặt pháp lý để đưa ra một số quyết định hoặc hành động. Một số giới hạn này là tuổi bầu cử, tuổi ứng cử, tuổi đồng ý, tuổi trưởng thành, tuổi chịu trách nhiệm hình sự, tuổi uống rượu, tuổi lái xe, v.v. Sau khi tuổi trẻ đạt đến những giới hạn này, họ được tự do bầu cử, quan hệ tình dục, mua hoặc tiêu thụ đồ uống có cồn hoặc lái xe ô tô, v.v.

### Tuổi được bầu cử
Tuổi bầu cử là độ tuổi tối thiểu được thiết lập theo luật mà một người phải đạt được để đủ điều kiện bỏ phiếu trong một cuộc bầu cử công khai. Thông thường, độ tuổi được đặt ở mức 18 tuổi; tuy nhiên, độ tuổi thấp nhất là 16 và cao nhất là 21 tồn tại (xem danh sách bên dưới). Các nghiên cứu cho thấy 21% trong số tất cả những người 18 tuổi có kinh nghiệm bỏ phiếu. Đây là một quyền quan trọng vì bằng cách bỏ phiếu, họ có thể hỗ trợ chính trị do chính họ lựa chọn và không chỉ bởi những người thuộc thế hệ cũ.

### Tuổi ứng cử
Tuổi ứng cử là độ tuổi tối thiểu mà một người có thể đủ điều kiện hợp pháp để nắm giữ một số văn phòng chính phủ được bầu. Trong nhiều trường hợp, nó cũng xác định độ tuổi mà một người có thể đủ điều kiện tham gia cuộc bầu cử hoặc được đề cử.

### Tuổi đồng ý
Độ tuổi đồng ý là độ tuổi mà một người được coi là có thẩm quyền về mặt pháp lý để đồng ý với các hành vi tình dục, và do đó là độ tuổi tối thiểu của một người mà được phép tham gia hoạt động tình dục với người khác một cách hợp pháp. Khía cạnh phân biệt độ tuổi của luật đồng ý là người dưới độ tuổi tối thiểu được coi là nạn nhân và bạn tình của họ là người phạm tội.

### Bảo vệ trẻ nhỏ
Bảo vệ trẻ nhỏ là một hình thức bào chữa được gọi là cái cớ để các bị cáo nằm trong định nghĩa của "trẻ nhỏ" được miễn trừ khỏi trách nhiệm hình sự đối với hành động của họ, nếu tại thời điểm thích hợp, họ chưa đến tuổi chịu trách nhiệm hình sự. Điều này ngụ ý rằng trẻ em thiếu sự phán xét đi kèm với tuổi tác và kinh nghiệm để phải chịu trách nhiệm hình sự. Sau khi đạt đến độ tuổi ban đầu, có thể có các mức trách nhiệm được quy định theo độ tuổi và loại vi phạm.

### Tuổi cho phép uống rượu
Độ tuổi uống rượu hợp pháp là độ tuổi mà một người có thể tiêu thụ hoặc mua đồ uống có cồn. Những luật này bao gồm một loạt các vấn đề và hành vi, nêu rõ rượu có thể được uống khi nào và ở đâu. Nồng độ rượu tối thiểu có thể được tiêu thụ hợp pháp có thể khác với nồng độ rượu có thể mua ở một số quốc gia. Các luật này khác nhau giữa các quốc gia khác nhau và nhiều luật có miễn trừ hoặc hoàn cảnh đặc biệt. Hầu hết các luật chỉ áp dụng cho việc uống rượu ở nơi công cộng, trong đó việc tiêu thụ rượu tại nhà hầu hết không được kiểm soát (ngoại lệ là Vương quốc Anh, nơi có độ tuổi hợp pháp tối thiểu là 5 tuổi đối với tiêu dùng có giám sát ở những nơi riêng tư). Một số quốc gia cũng có giới hạn độ tuổi khác nhau đối với các loại đồ uống có cồn khác nhau.

### Tuổi lái xe
Tuổi lái xe là độ tuổi mà một người có thể xin giấy phép lái xe. Các quốc gia có độ tuổi lái xe thấp nhất (dưới 17) là Úc, Canada, El Salvador, Iceland, Israel, Estonia, Macedonia, Malaysia, New Zealand, Na Uy, Philippines, Nga, Ả Rập Saudi, Slovenia, Thụy Điển, Vương quốc Anh (Đại lục) và Hoa Kỳ. Tỉnh bang Canada của Canada và một số tiểu bang của Hoa Kỳ cho phép tuổi lái xe thấp đến 14 tuổi. Nigeria có tuổi lái xe tối thiểu cao nhất thế giới ở tuổi 23. Ở Ấn Độ, tuổi lái xe hợp pháp là 18.